# Jennifer Schwalbach Smith
Jennifer Schwalbach Smith (Newark, 7 de abril de 1971) es una actriz, cineasta y reportera estadounidense.

## Carrera
Schwalbach trabajó como reportera del diario USA Today. Conoció a su futuro esposo, el director de cine Kevin Smith mientras lo entrevistaba para un trabajo. Estuvo vinculada profesionalmente con el canal MTV pero renunció después de quedar embarazada de su hija.
Su carrera como actriz empezó de la mano de su esposo en la película Jay and Silent Bob Strike Back, en la que interpretó el papel de Missy, una de las mujeres ladronas de diamantes. Su hija Harley también apareció al principio de la película como Bob el Silencioso cuando era un bebé.
Schwalbach apareció a partir de entonces en otras producciones relacionadas con Smith como Jersey Girl, 
Clerks II, Zack and Miri Make a Porno, Yoga Hosers y Jay and Silent Bob Reboot, además de figurar en otras producciones como la serie de televisión canadiense Degrassi: The Next Generation y la película de 2002 Now You Know.
Dirigió junto a Malcolm Ingram el documental Oh, What a Lovely Tea Party sobre la realización de la cinta Jay y Silent Bob Strike Back.

## Filmografía

### Cine y televisión
| Año  | Título                                        | Papel                 | Notas                |
| ---- | --------------------------------------------- | --------------------- | -------------------- |
| 2001 | Jay and Silent Bob Strike Back                | Missy "Miss" McKenzie |                      |
| 2002 | Now You Know                                  | Prostituta            |                      |
| 2004 | Jersey Girl                                   | Susan                 |                      |
| 2004 | Oh, What a Lovely Tea Party                   |                       | Directora            |
| 2005 | Degrassi: The Next Generation                 | Rubia                 | 2 episodios          |
| 2006 | Clerks II                                     | Emma                  |                      |
| 2008 | Zack and Miri Make a Porno                    | Betsy                 |                      |
| 2011 | Red State                                     | Esther                |                      |
| 2013 | Jay & Silent Bob's Super Groovy Cartoon Movie | Voz                   | Productora asociada  |
| 2014 | Tusk                                          | Mesera                | Productora ejecutiva |
| 2015 | The Mission                                   |                       | Corto                |
| 2016 | Yoga Hosers                                   | Missy "Miss" McKenzie | Productora           |
| 2019 | Jay and Silent Bob Reboot                     | Missy "Miss" McKenzie |                      |